# Градовець (гміна Комарувка-Подляська)
Градовець (пол. Gradowiec) — село в Польщі, у гміні Комарувка-Підляська Радинського повіту Люблінського воєводства.